# Biserica de lemn din Sericu

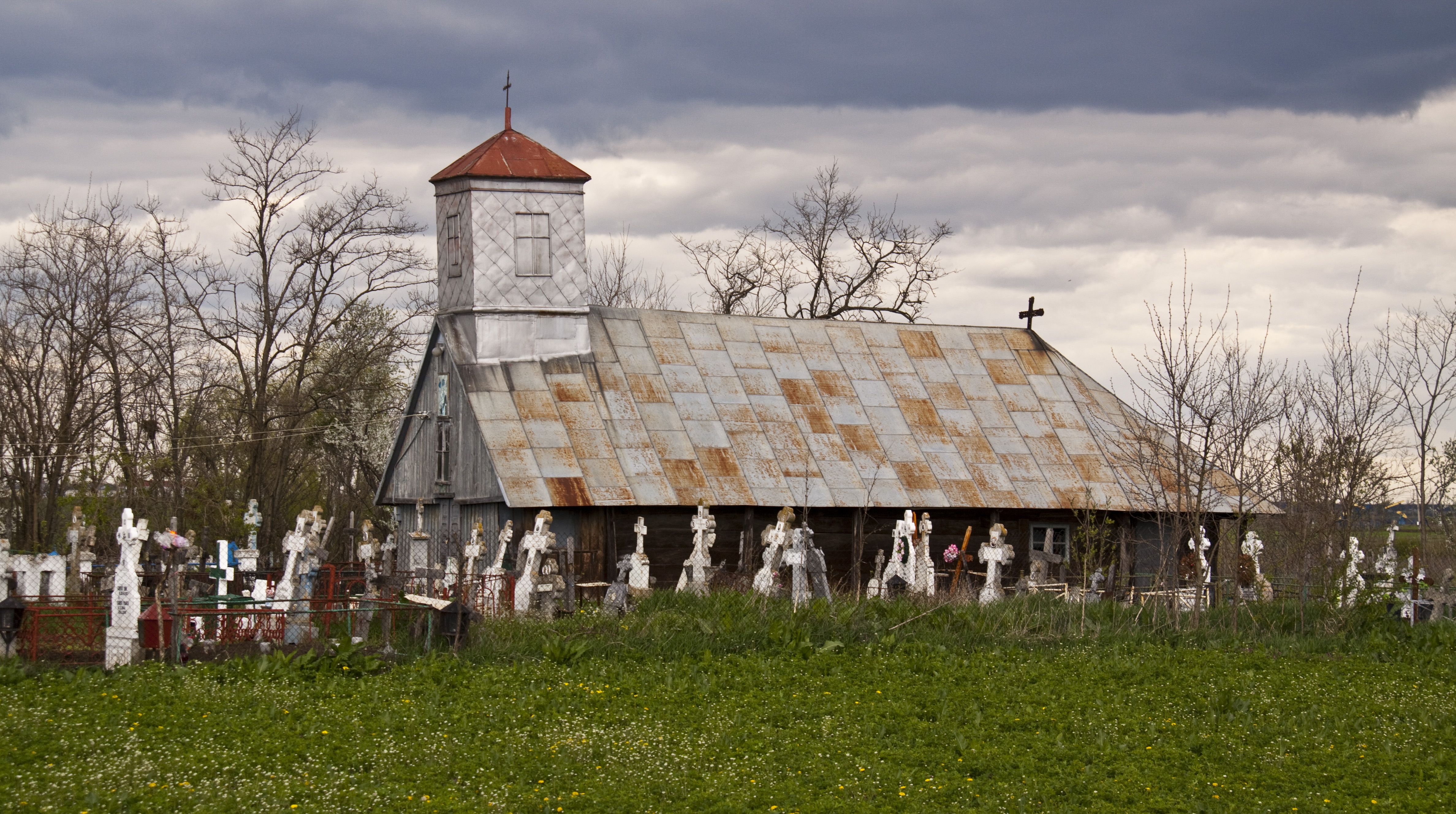
Biserica de lemn din Sericu, județul Teleorman. Foto: aprilie 2011

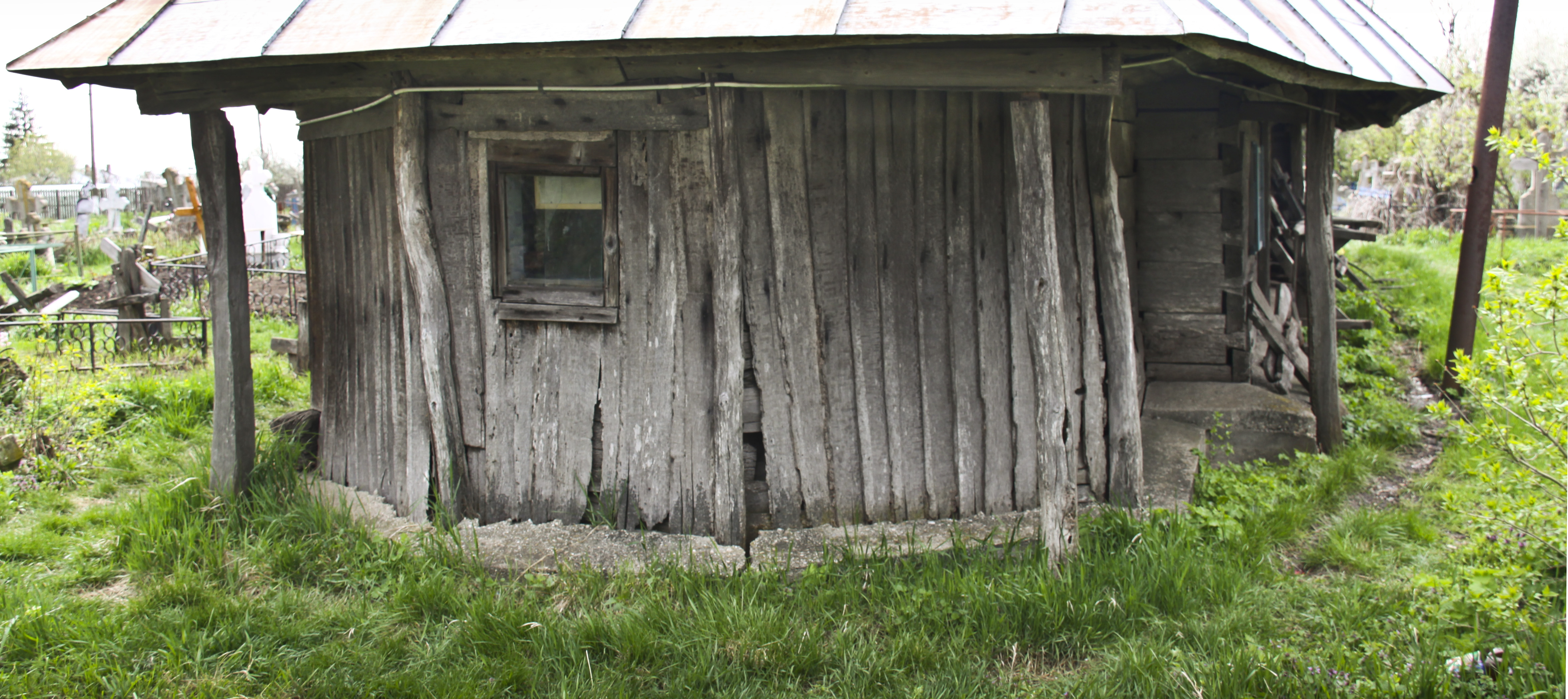
Altarul, protejat cu blăni verticale din a doua jumătate a secolului 19. Foto: aprilie 2011

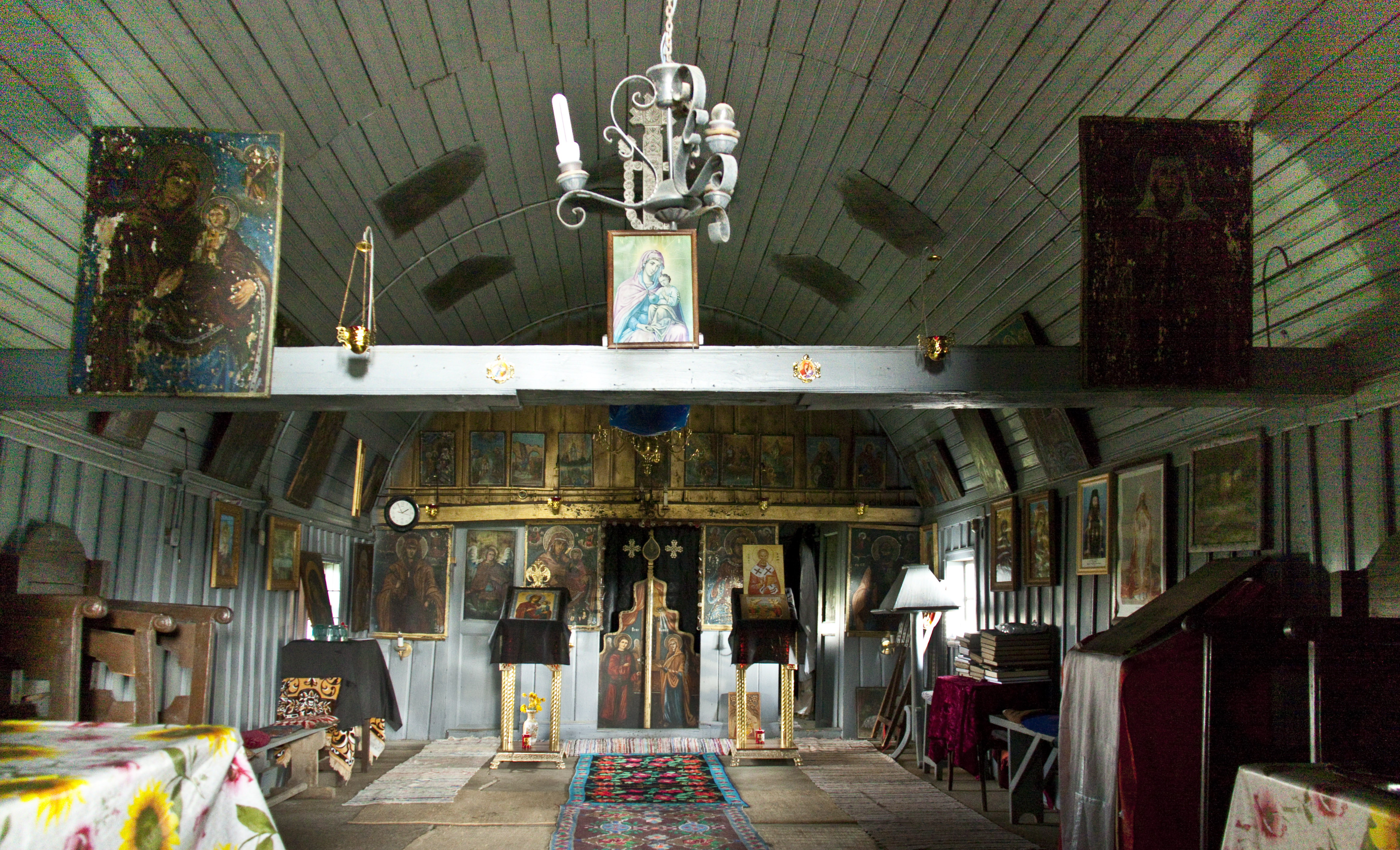
Interiorul, spre iconostas. Foto: aprilie 2011

Biserica de lemn din Sericu se află în localitatea omonimă, comuna Blejești, județul Teleorman, și poartă hramul „Sfântul Nicolae”. A fost ridicată în anul 7321 al erei bizantine, anii 1812-1813 ai erei noastre, și refăcută în 1883. Se remarcă prin fragmente sculpturale decorative la intrare și icoanele vechi rămase în inventarul bisericii. Structura de lemn originală se păstrează în condiții bune și prezintă o tehnica mixtă, în cheotori și în căței. Structura altarului este parțial protejată cu blăni de lemn verticale de pe la 1883. Biserica este înscrisă pe noua listă a monumentelor istorice, LMI 2004:  TR-II-m-A-14456 iar locul pe care este așezată este înscris în repertoriul arheologic național, RAN: 152118.02. În jurul bisericii se păstrează câteva valoroase cruci de piatră din secolul 19.

## Istoric
Biserica a fost ridicată în anul 7321 al erei bizantine, anii 1812-1813 ai erei noastre, în Osebiți-Blejești, pe proprietate de moșneni. Pisania bisericii, însemnată pe un panou de lemn, pe care se află datarea bisericii, a fost demontată și se păstrează în depozitele Mitropoliei din București.
Unei renovări din 1883 i se datorează apariția turnului peste pridvor, timpanul spre vest și învelirea pereților exteriori cu blăni verticale. În interior, peretele despărțitor dintre tindă și naos a fost demolat iar interiorul placat cu blăni verticale. 
În anul 1936 a fost schimbată învelitoarea de șindrilă cu cea actuală de tablă. Ușa exterioară de la altar, ca și cea de la intrare, a apărut tot atunci, pentru a îmbunătății evacuarea în caz de incendiu. Din acceași vreme este și cristelnița din pridvor, pe care se poate citi: „Donată de Marin V Dojanu și de soția sa Tudora [la] biserica sf[ân]t[ul] Nicolae c[omuna] S[e]ricu, 10 mai 1936”. Slăbirea structurii a necesitat întărirea cu proptele jur-împrejurul ei, petrecută probabil tot în această perioadă.

## Trăsături
Biserica din Sericu este una dintre foarte puținele biserici de lemn rămase în zona de sud a Munteniei. Are dimensiuni modeste, planimetrie comună și câteva elemente artistice care o scot în evidență.
De la vest la est, biserica este împărțită în cele patru încăperi tradiționale: pridvor închis, tindă și naos unite între ele și altar. Altarul este mai îngust și terminat poligonal, în cinci laturi. Trecerea dinspre tindă spre naos este demolată și marcată numai de o grindă tirant, pe care a stat odată pisania. Iconostasul păstrează icoanele vechi împărătești, de o parte și de alta a celor trei uși spre altar. Bolta interioară trece din naos în tindă. Încăperile sunt luminate de un număr redus de ferestre, mult mărite într-o fază ulterioară.
Structura originală se păstrează în mare parte și a fost ridicată din bârne fasonate din lemne crepate. Bârnele au fost încheiate la colțuri în cheotori netede, bisericești, în coadă de rândunică. Lungimea bisericii este realizată prin încastrarea capetelor de grinzi într-un stâlp vertical, în dreptul fostului perete despărțitor dintre tindă și naos, tehnică numită în căței.  
Din punct de vedere artistic, se remarcă în principal formele sobre, aproape lipsite de orice ornament. Funia de pe ușorii portalului de la intrare, deșii alterată de o ușă cu toc, modernă, arată o tratare decorativă de efect. 

## Imagini din exterior

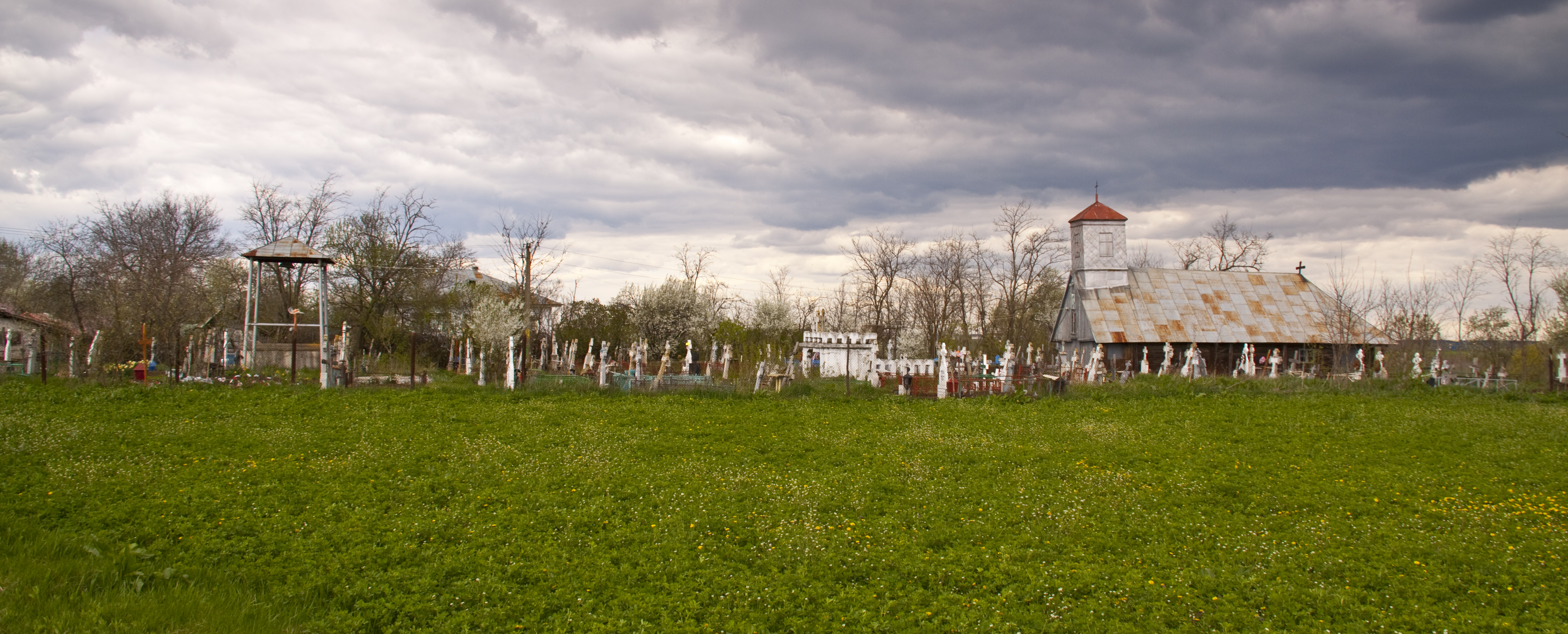
biserica şi cimitirul
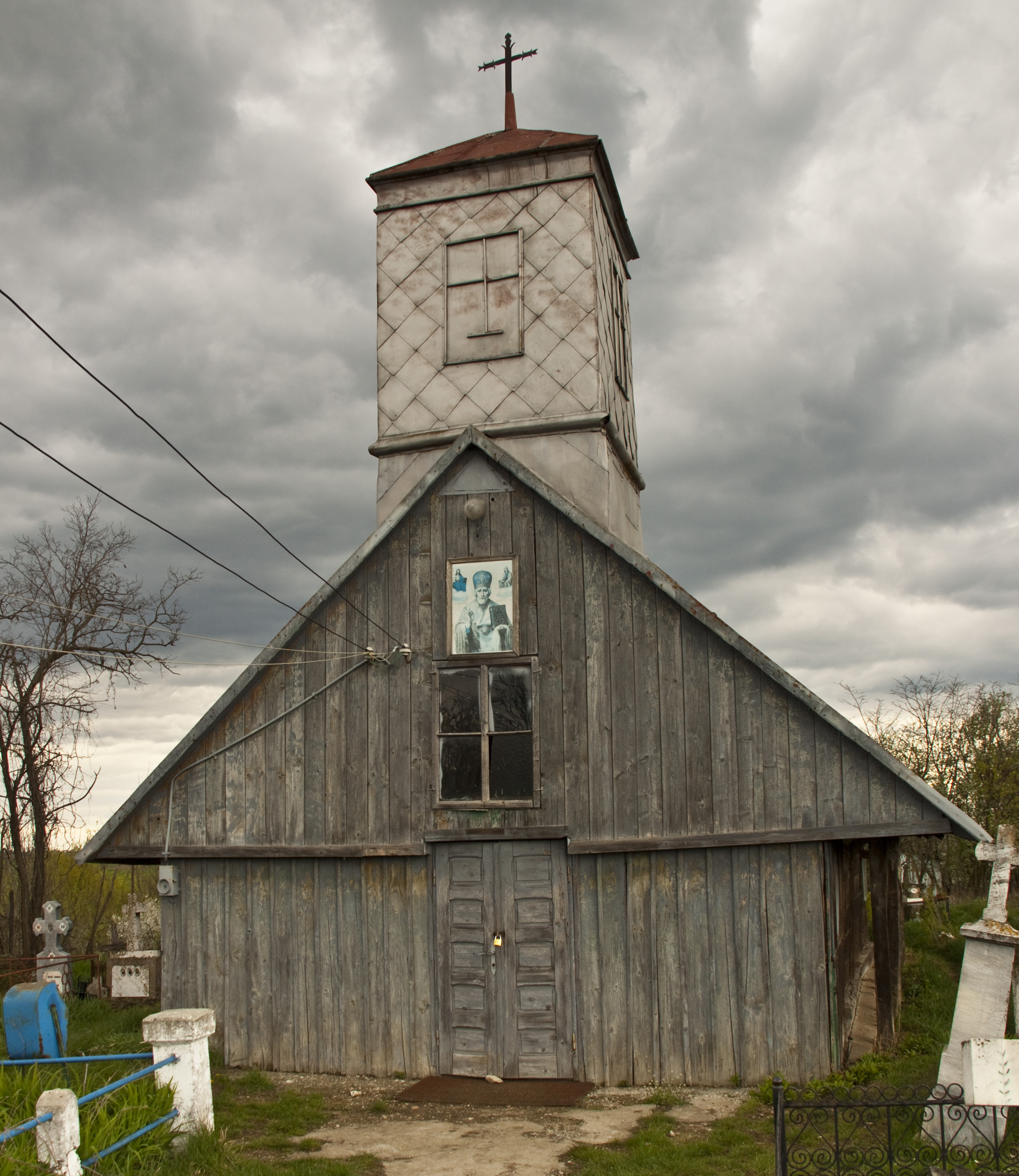
vest
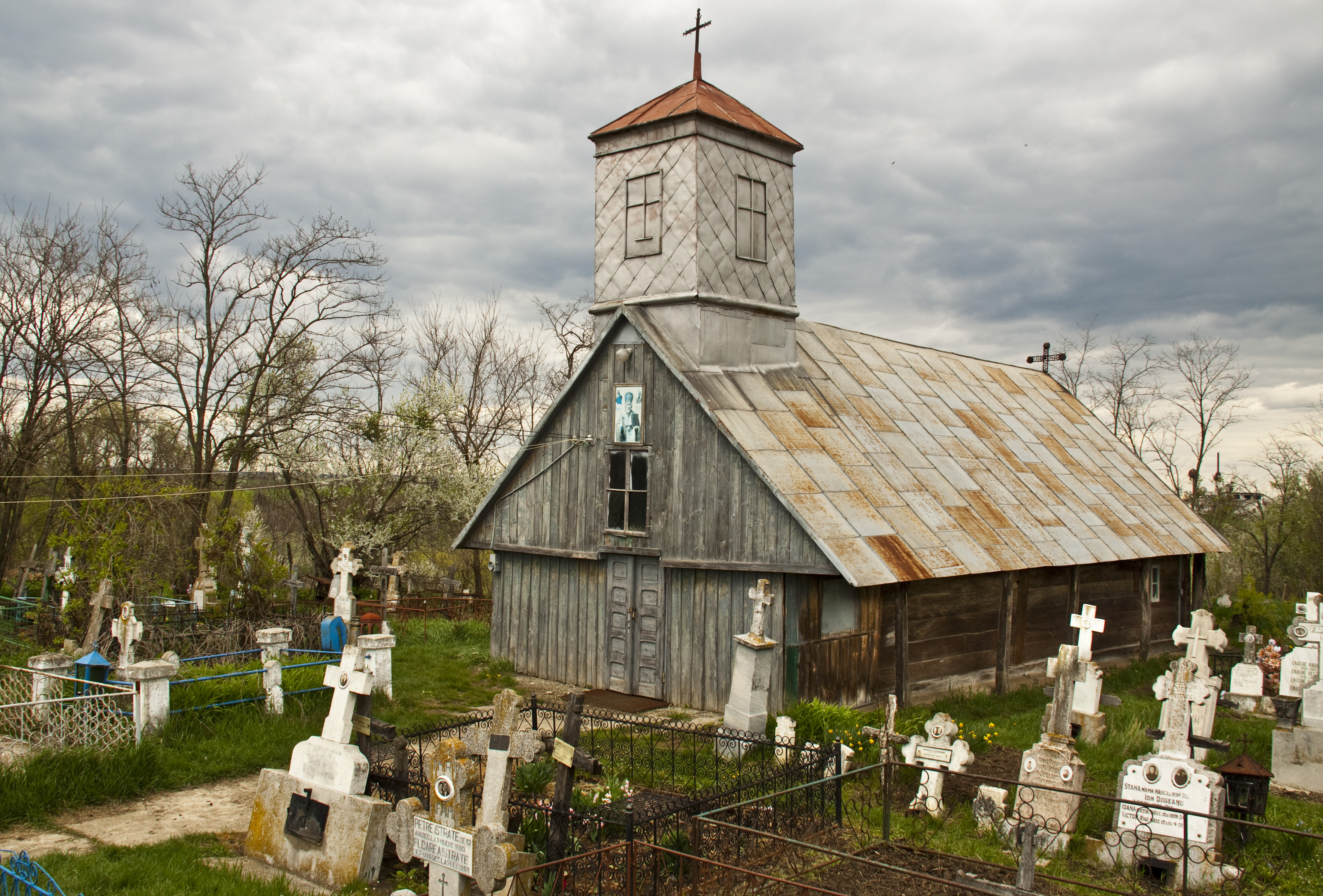
sud-vest
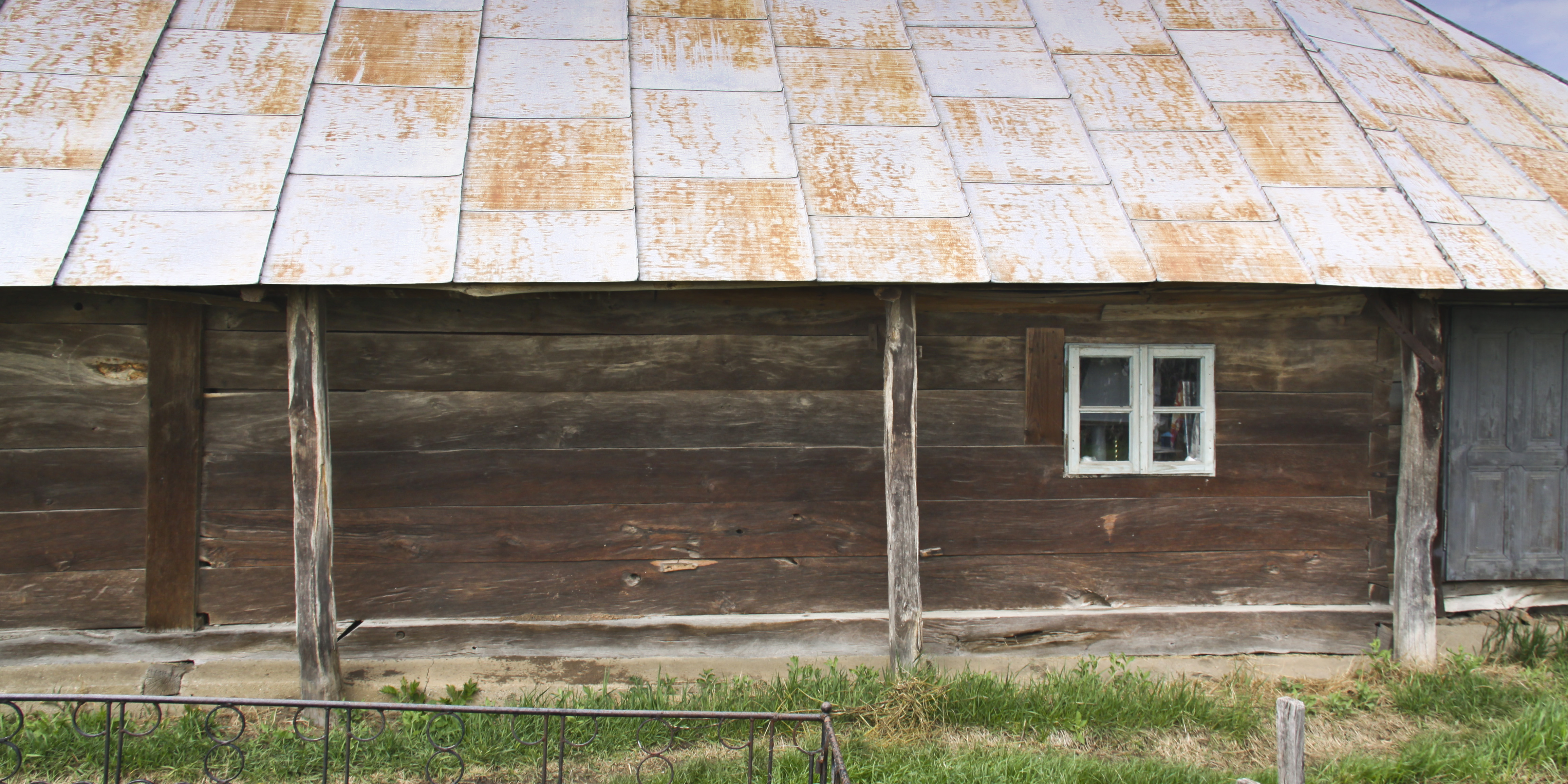
sud, naos
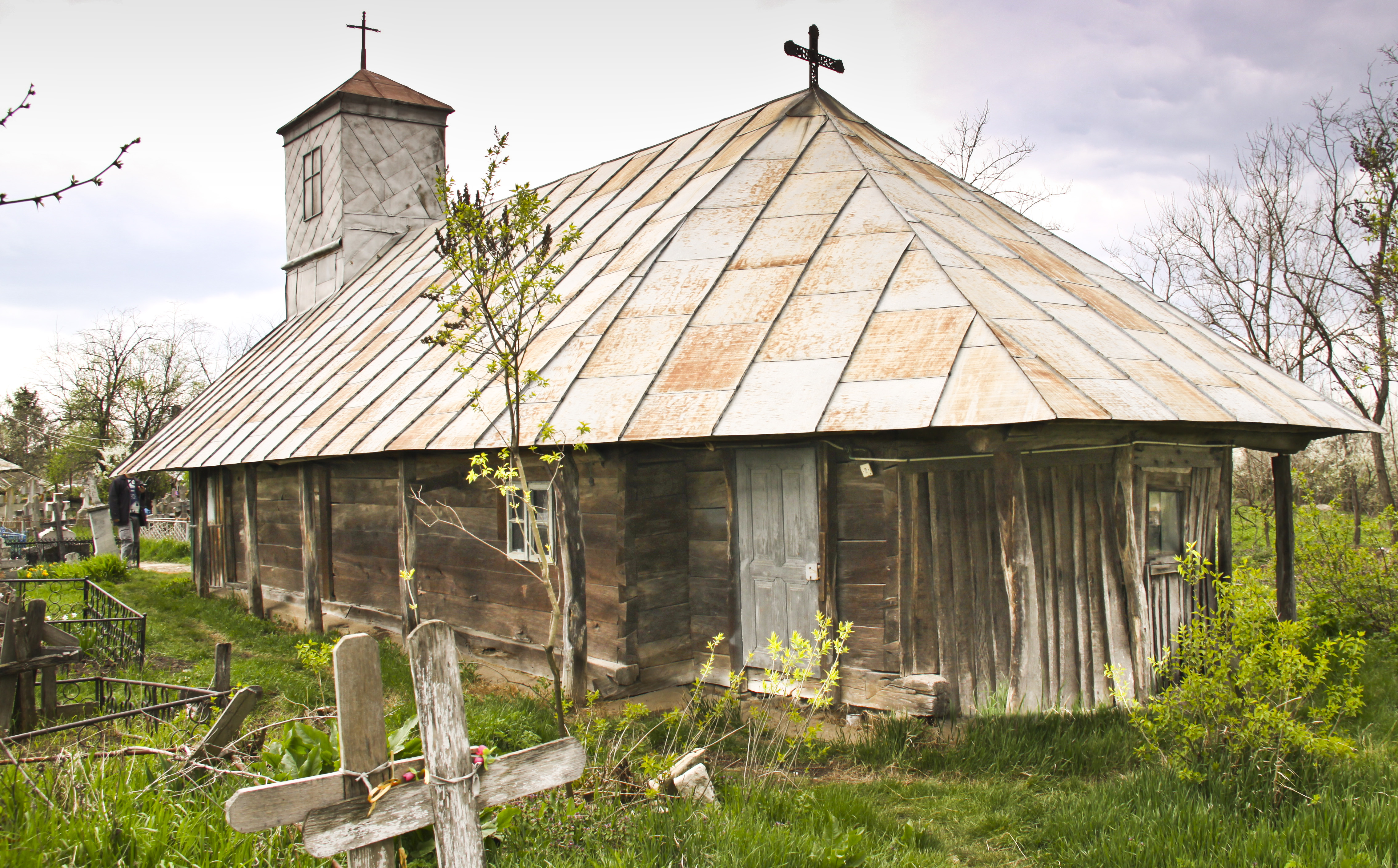
sud-est
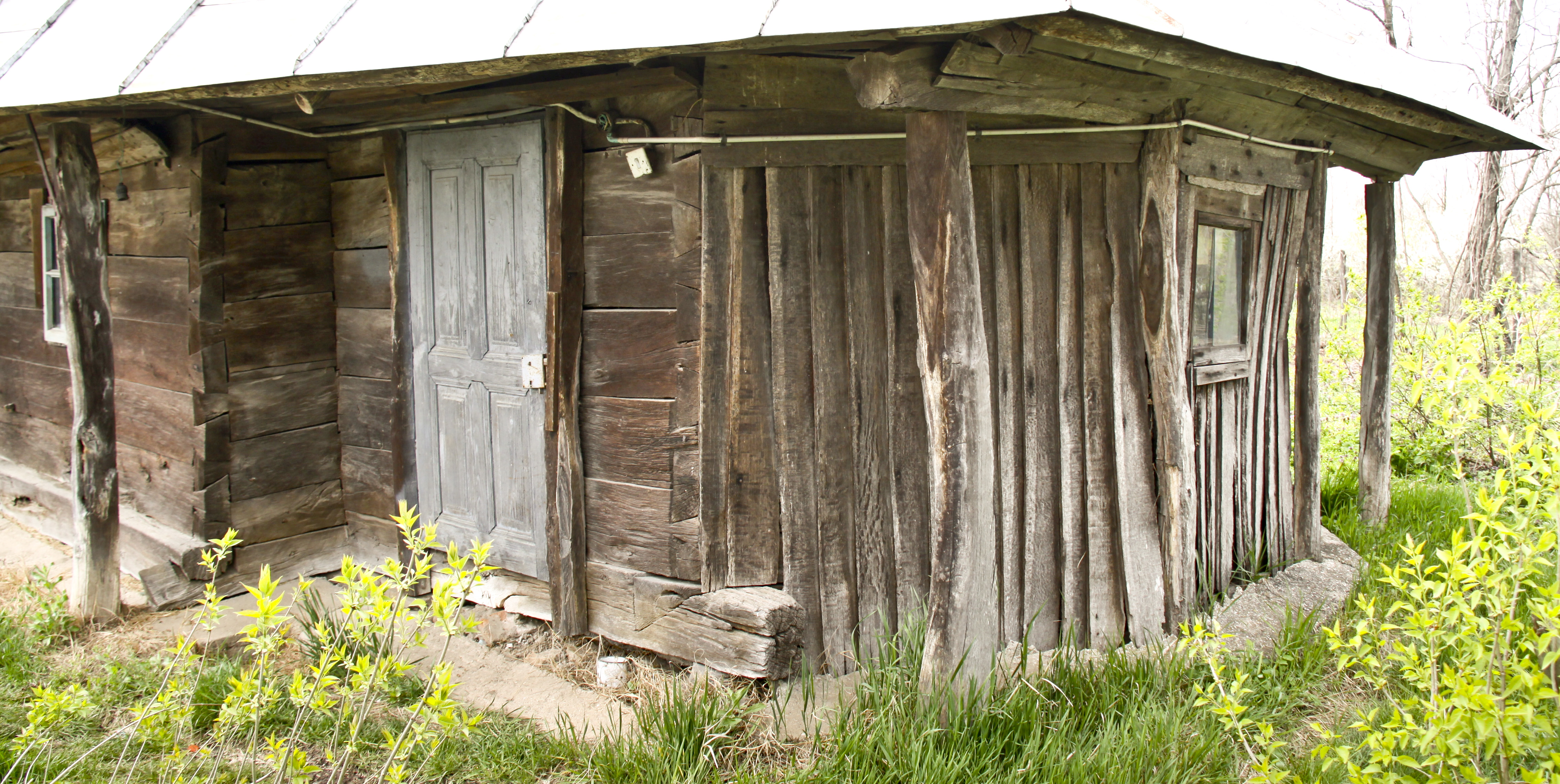
sud-est, altar
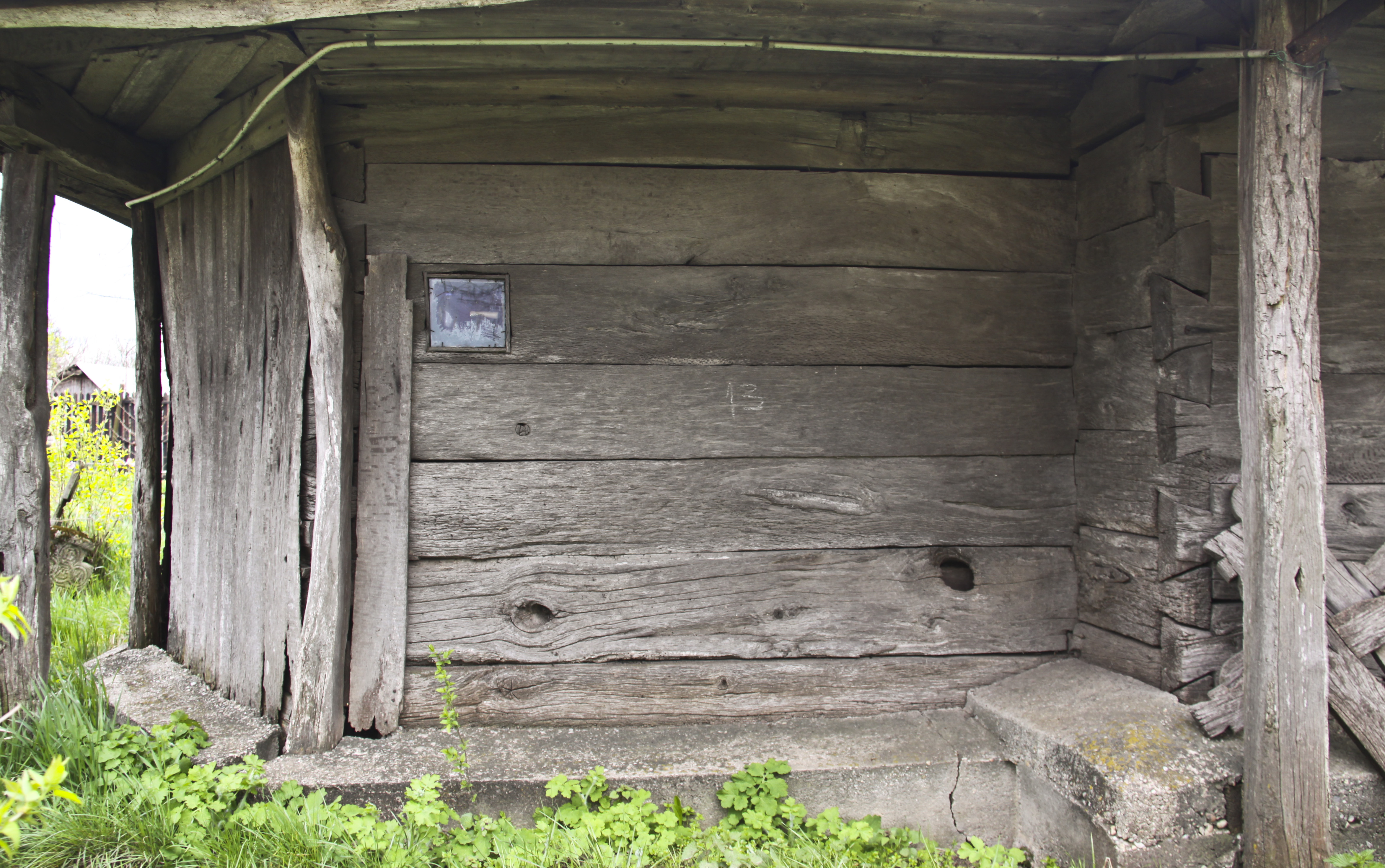
nord, altar
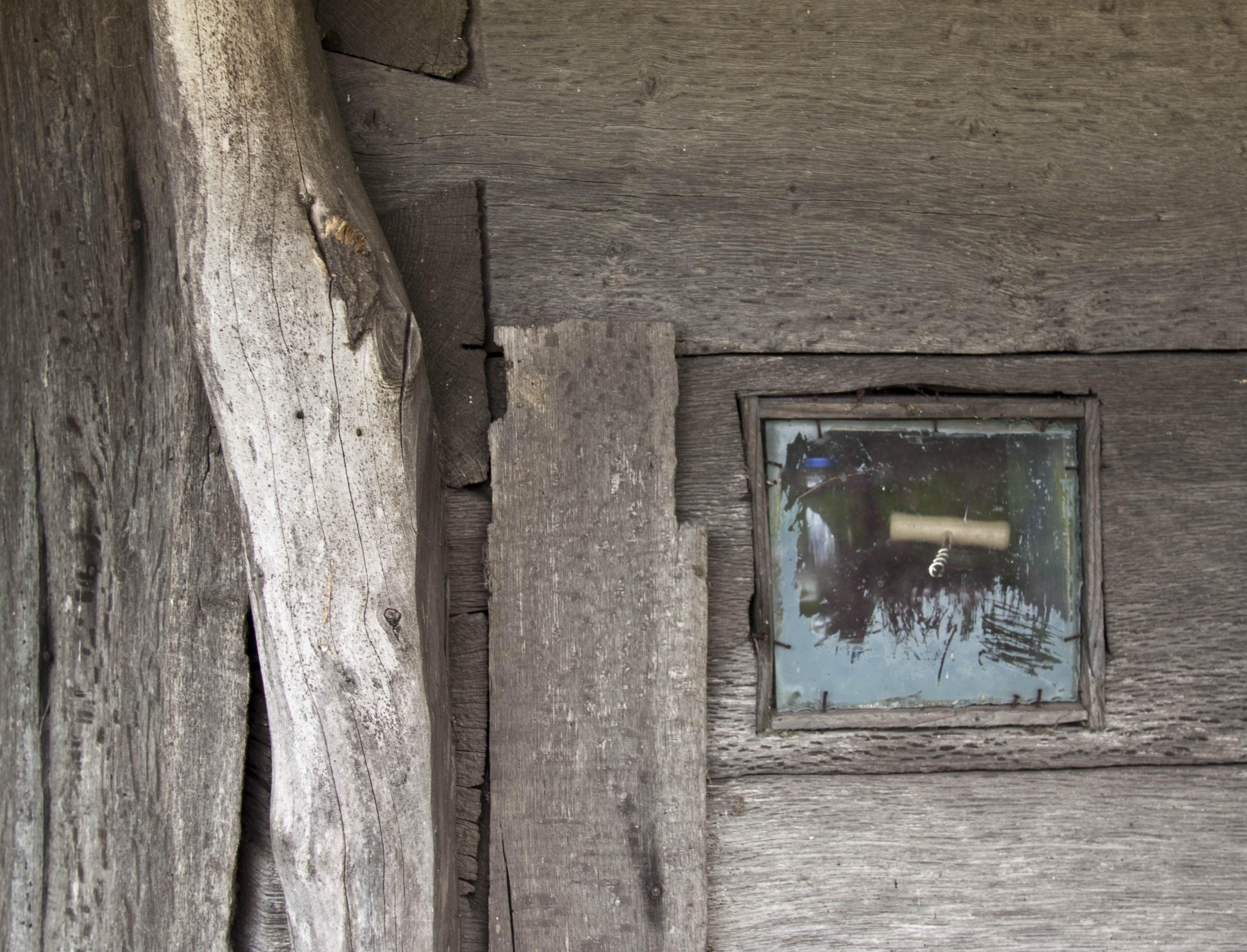
nord, altar, fereastră
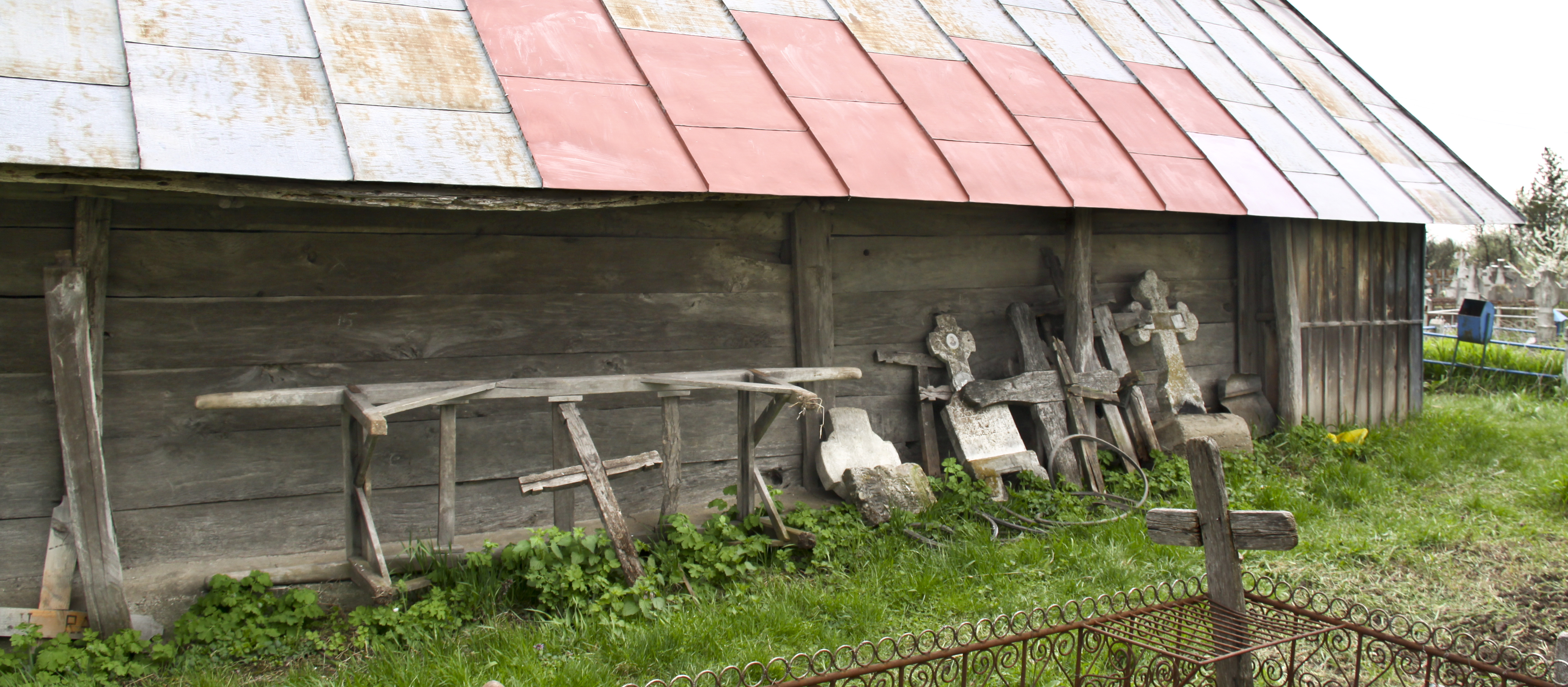
nord, naos-tindă
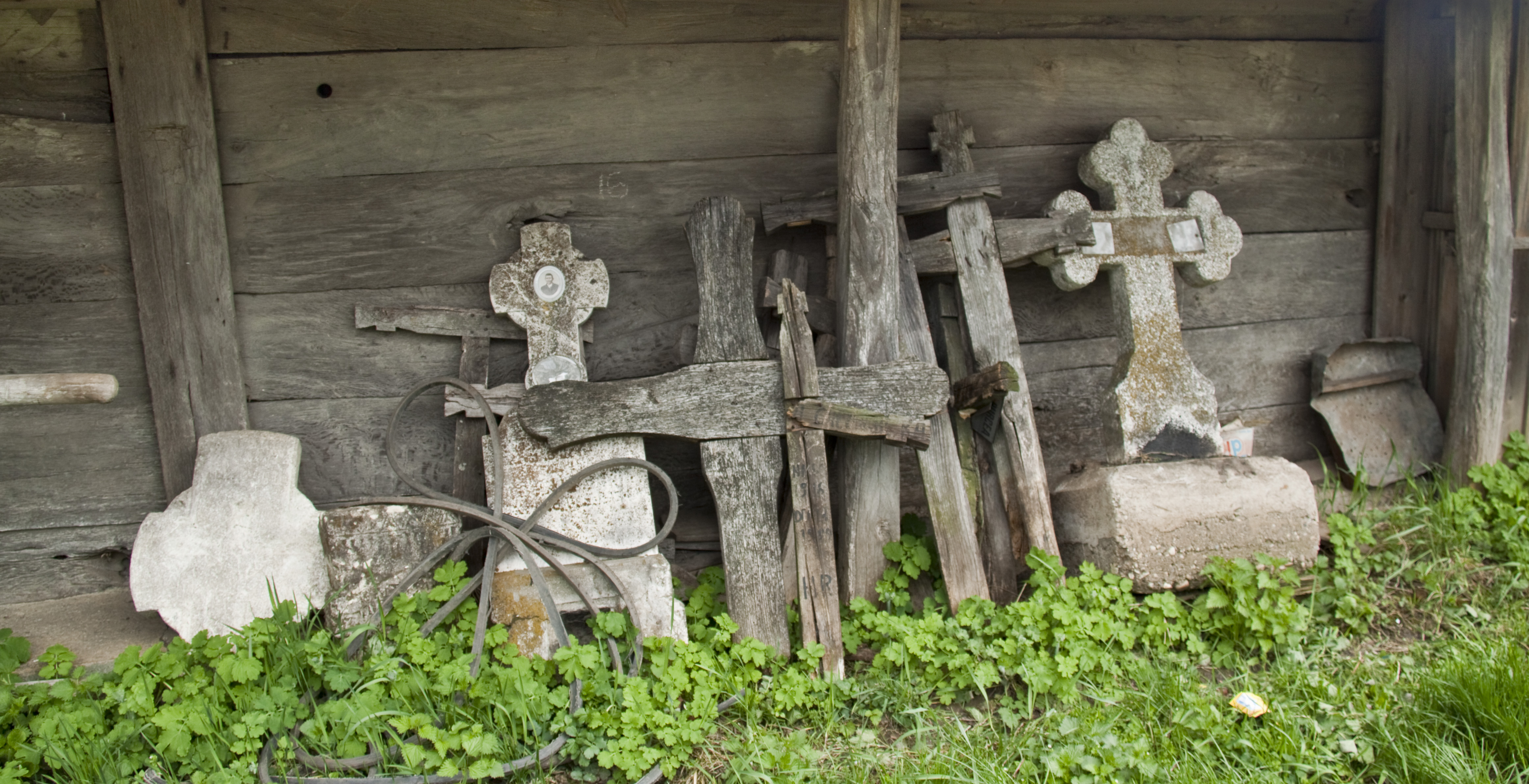
nord, naos-tindă, cruci
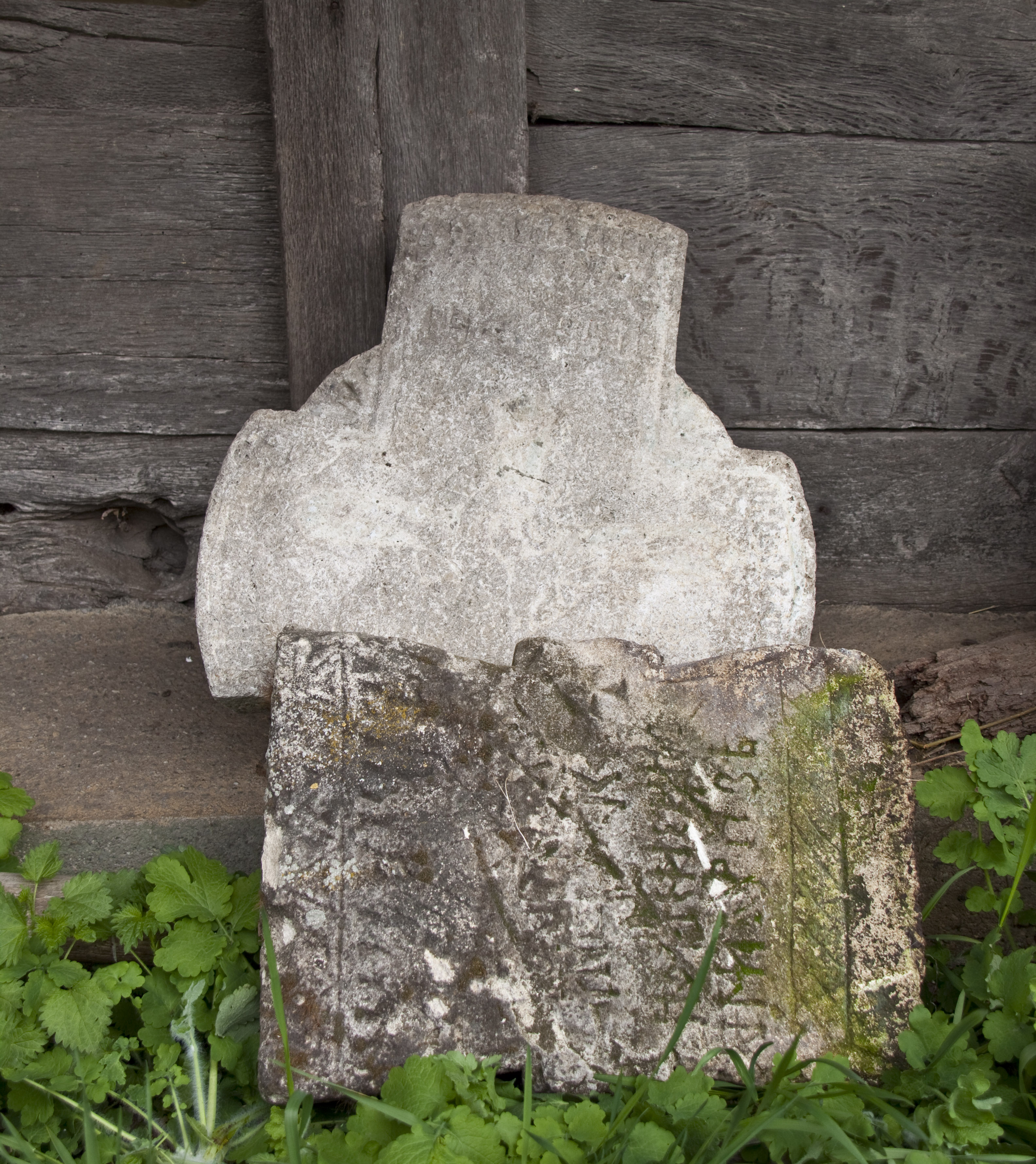
faţă de cruce din 1856 (culcată)
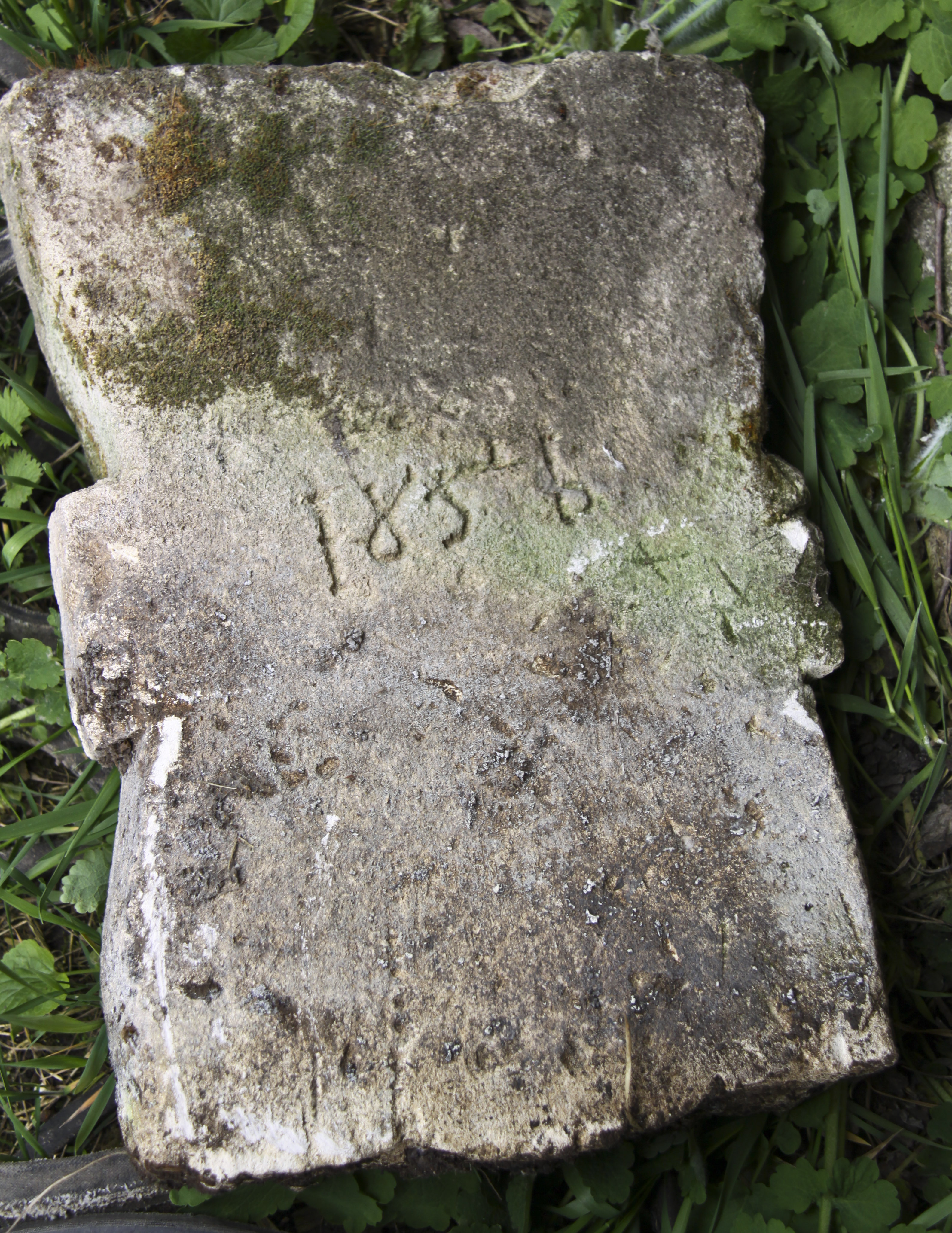
dos cruce 1856
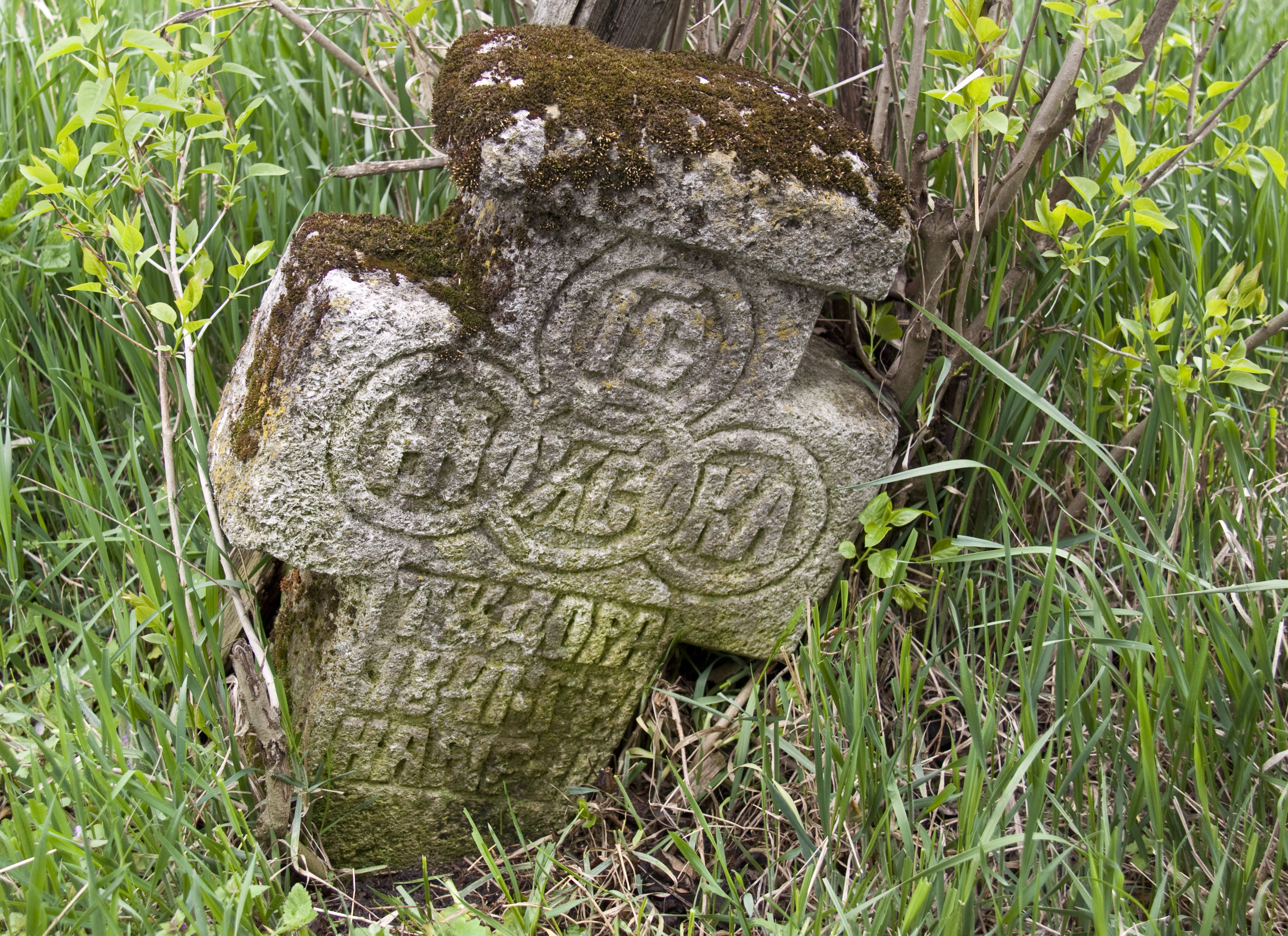
cruce 1841

## Imagini din interior

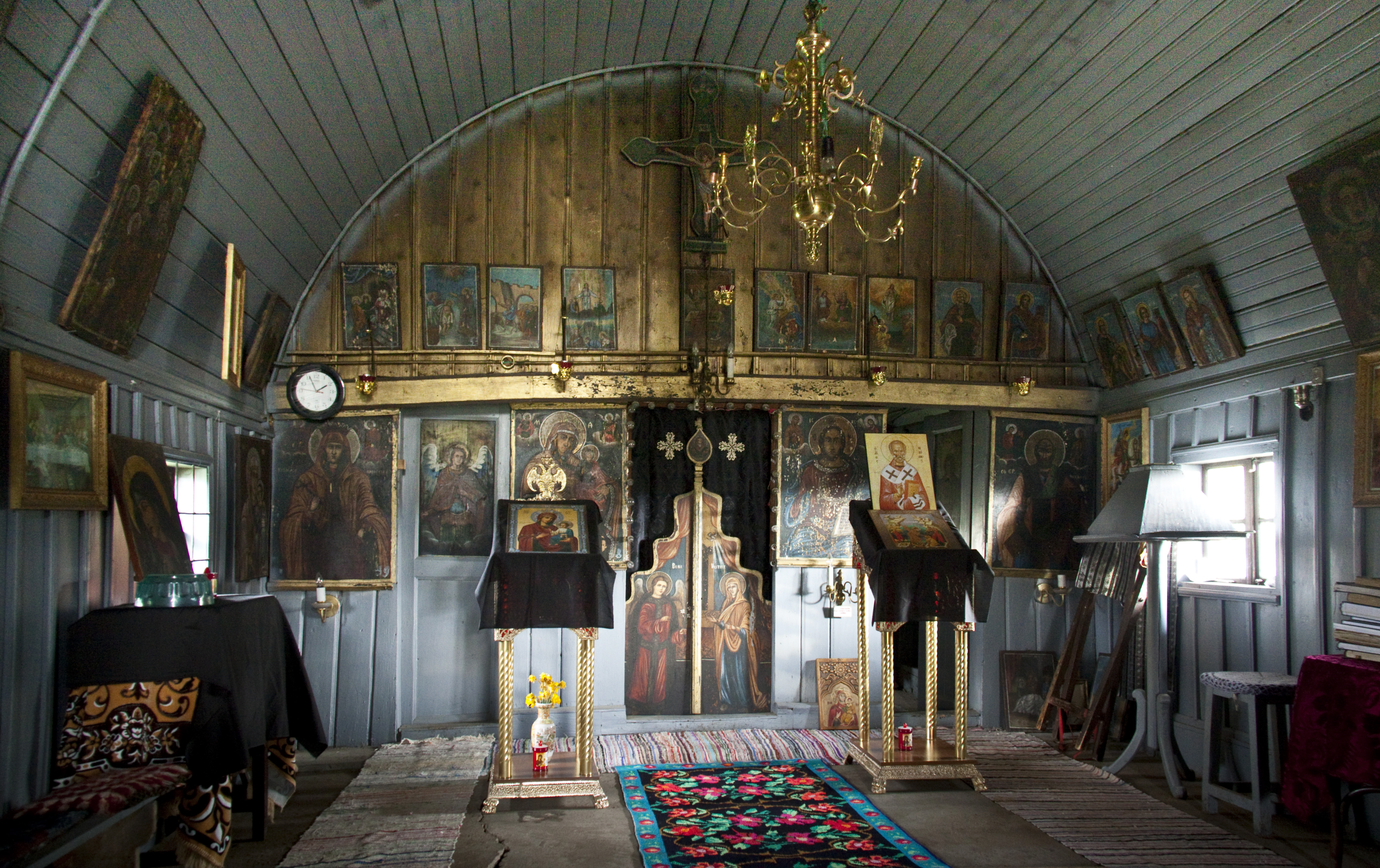
iconostasul
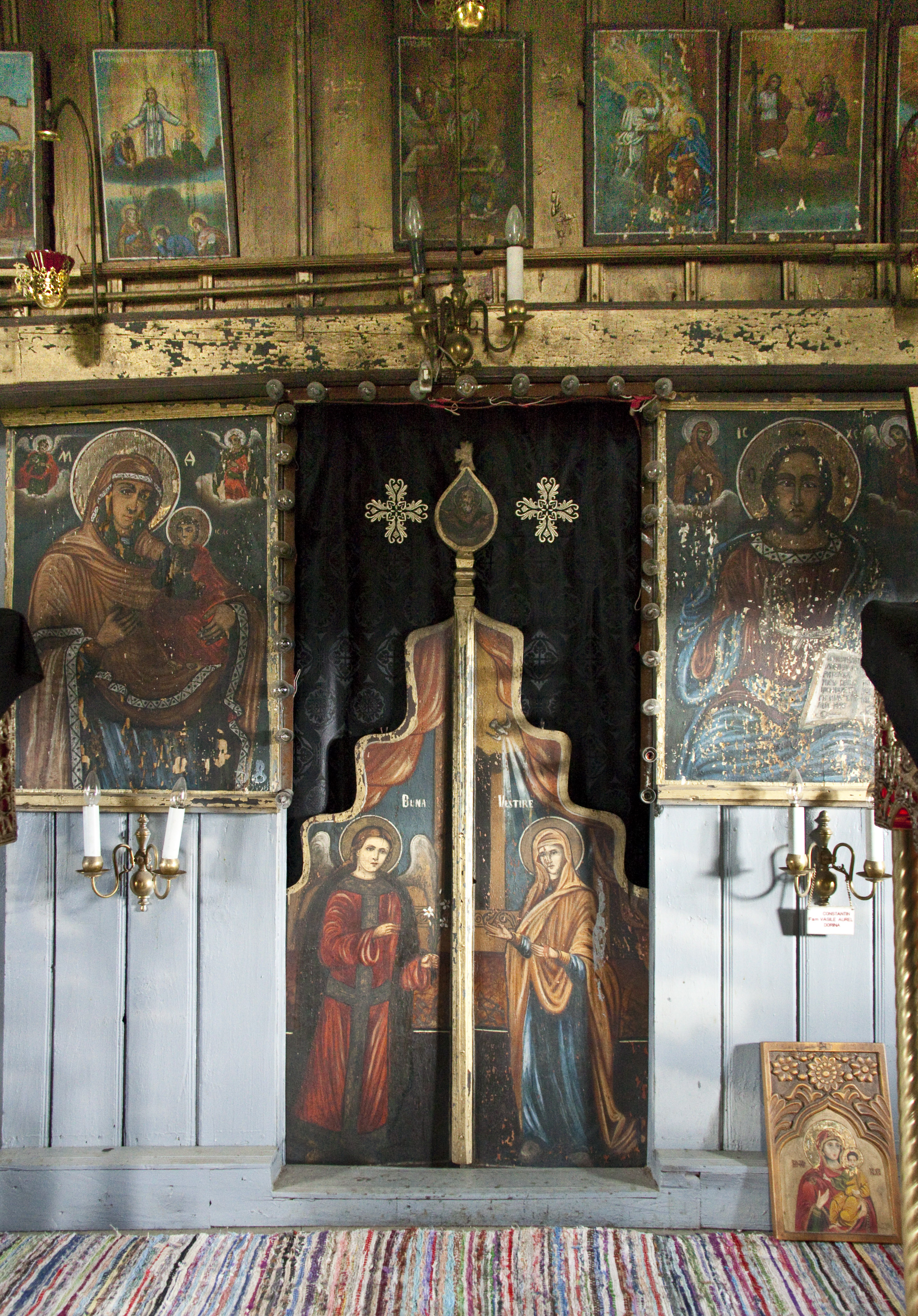
iconostasul, uşile şi icoanele împărăteşti
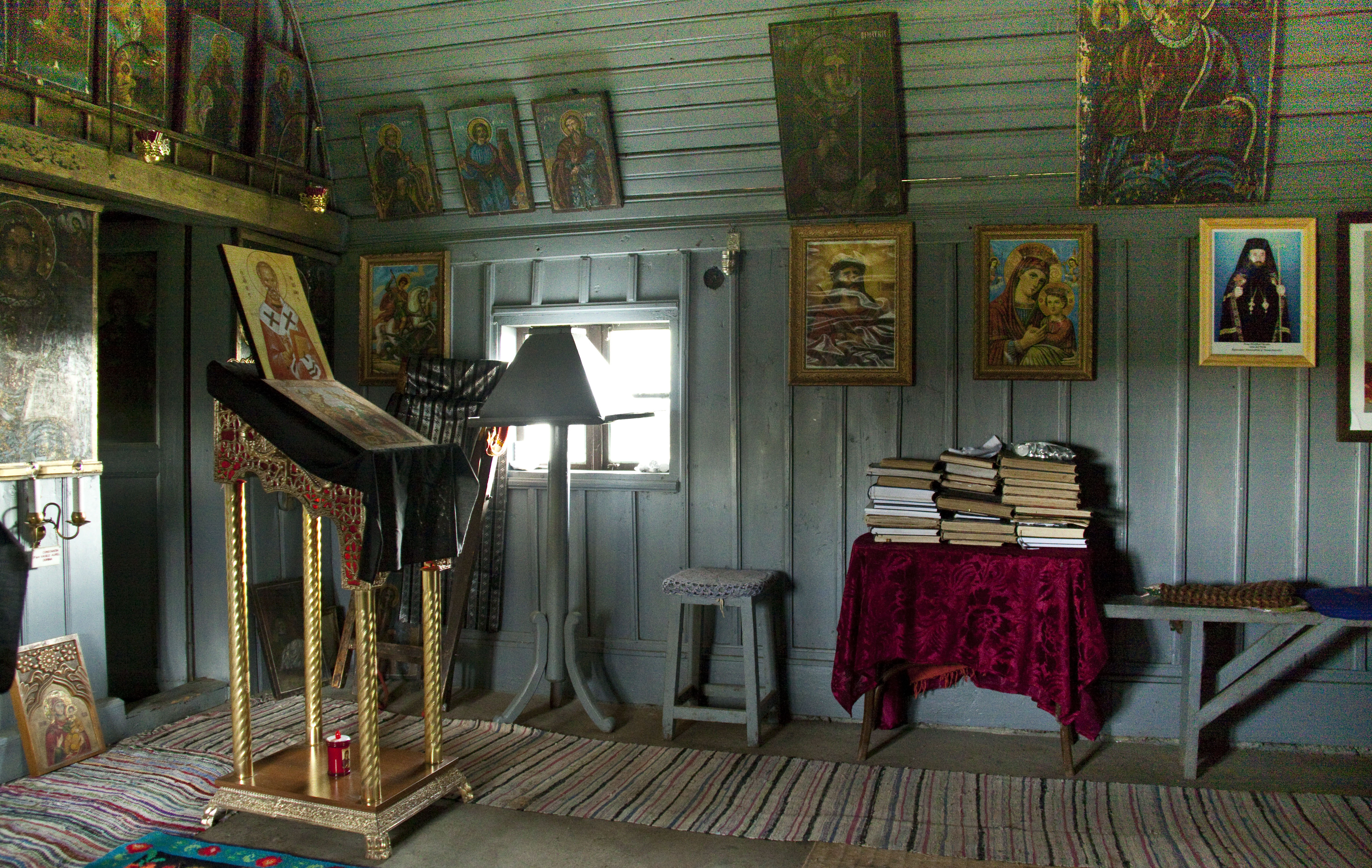
strană, sud
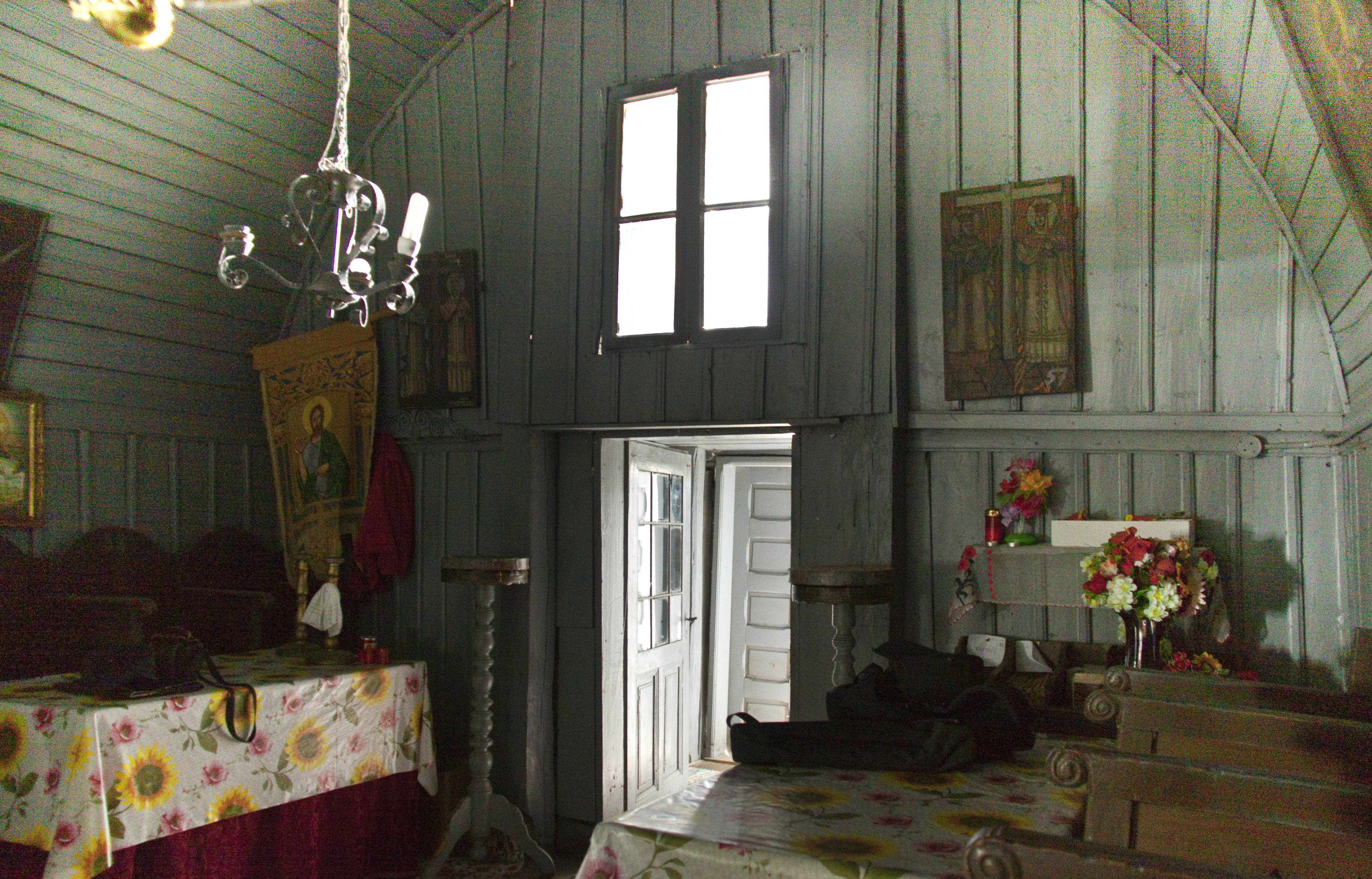
intrare în biserică
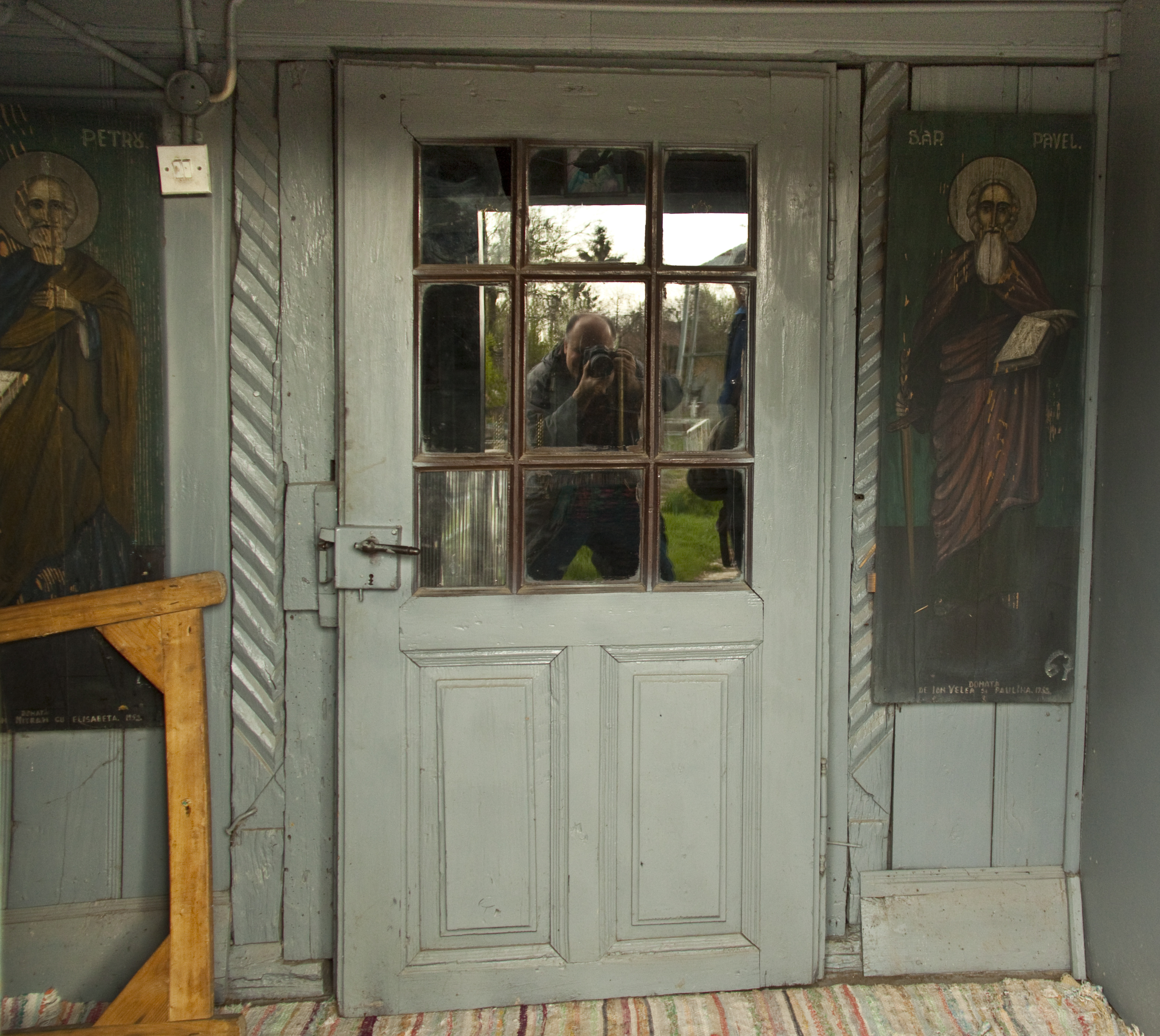
intrarea